# Małków (województwo łódzkie)
Małków – wieś w Polsce położona w województwie łódzkim, w powiecie sieradzkim, w gminie Warta.
W latach 1975–1998 miejscowość położona była w województwie sieradzkim.
Wieś położona w odległości 2 km od miasta Warty, przy szosie w kierunku Sieradza.

## Historia
Pierwsze wzmianki o wsi pochodzą z 1390 roku. Po II wojnie światowej odkryto w Małkowie cmentarzysko ciałopalne kultury łużyckiej z okresu halsztackiego. Stwierdzono także, że obszar ten był zajmowany przez osadnictwo ludzkie w młodszym okresie przedrzymskim i w młodszym okresie rzymskim. Na terenie parku bała osada funkcjonująca w okresie od XII do XIV w. Na łęgach nad Wartą relikty po grodzisku z XIV wieku. Jej pierwszym znanym właścicielem był Albert z Małkowa (Malcowo). W XVI w. Małków należał do Elżbiety i Feliksa Piekarskich oraz Jarosława Kawęckiego zaś w XVIII w. znajdował się w rękach Łubieńskich.

## Zabytki
Według rejestru zabytków Narodowego Instytutu Dziedzictwa na listę zabytków wpisane są obiekty:
- zespół pałacowy, z pierwszej połowy XIX w.:
  - pałac (nr rej.: 826 z 28.12.1967) – na wysokiej skarpie doliny Warty, tuż przy drodze, w latach 1810–1820 wzniesiono nową rezydencję dla ówczesnych właścicieli dóbr Małkowa i Bartochowa – ostatniego kasztelana sieradzkiego i brygadiera kawalerii narodowej – Pawła Biernackiego (1740–1826) i jego żony Konstancji z Małachowskich (1773–1842), którzy dotychczas mieszkali w Bartochowie, a dobra te kupili w 1798 r. od Feliksa Waleriana Łubieńskiego. Inspiratorem lokalizacji dworu był zapewne bratanek Pawła Biernackiego – Alojzy Prosper Biernacki (1778–1854), wybitny znawca najnowszych prądów w dziedzinie rolnictwa i ogrodnictwa i znany projektant nowoczesnych ogrodów. Prawdopodobnie dwór projektował główny architekt Warszawy Fryderyk Lessel (1767–1822), który wzniósł także rezydencję w pobliskim Gzikowie dla Józefa Lipskiego. Przemawia za tym fakt, że w Gzikowie bywała w tym czasie Konstancja Biernacka. Na początku XX w. (po 1912 r.) dobudowano do elewacji frontowej trzy czterokolumnowe portyki doryckie, zdobione trójkątnymi szczytami. Wysoka podmurówka nadaje budowli monumentalny charakter. Na terenie folwarku do 1973 r. stał też klasycystyczny spichlerz z 1825 r. Po Biernackich właścicielami Małkowa był Stanisław Pstrokoński z Rozdżał (od 1875 r.), a w 1895 r. przeszły w ręce Marii Pstrokońskiej i jej matki Walentyny, które je sprzedały w 1929 r. Adamowi H. Krzyżanowskiemu z zastrzeżeniem prawa dożywocia. Ostatnie właścicielki pałacu – Walentyna i Maria Pstrokońskie zapraszały do Małkowa przedstawicieli nauki, kultury i sztuki. Gościli tu m.in. Władysław Reymont, Stanisław Jagmin – rzeźbiarz, Czesław Tański – malarz i pionier lotnictwa (namalował w salonie pałacu plafon „Jutrzenka”), Antoni Kanieński – pierwszy rysownik „Tygodnika Ilustrowanego”, Józef Rapacki – twórca pejzaży i scen rodzajowych, Melania Mutermilch – malarka i Zygmunt Andrychiewicz, od 1921 r. stale tu mieszkający, którego obrazy są m.in.w muzeach w Warcie i w Sieradzu. W 1941 r. dwór przejęli Niemcy i gromadzone latami dzieła sztuki rozgrabiono. Po wojnie pałac przejął Szpital Psychiatryczny z Warty. W latach 80. XX w. Politechnika Łódzka próbowała urządzić tu dom pracy twórczej, ale bez powodzenia. Pałac jest w prywatnych rękach od 1996r. Obecny właściciel prowadzi w zabytku działalność edukacyjno - kulturalną, a także hotel i restaurację.[5].
  - park, nr rej.: 34/P-VIII-2 z 8.11.1948 oraz 828 z 28.12.1967 - pałac otacza piękny park krajobrazowy, położony na zboczu skarpy, która porośnięta jest liściastym drzewostanem. Wśród bujnej zieleni stoi pomnik W.S. Reymonta z 1976 r., odlew z brązu, dzieło art. rzeźbiarza Kazimierza Moczkowskiego z Łodzi, na miejscu poprzedniego z lat 1932–1936 (dzieło S. Jagmina). W głębi parku pawilon ogrodowy (nr rej.: 827 z 28.12.1967) z pierwszej połowy XIX w., przy wjeździe klasycystyczna brama z 1828 r. Ze skarpy rozległy widok na dolinę Warty.

## Turystyka
Przez miejscowość przebiega turystyczny szlak im. Władysława Reymonta (zielony).